# Fernneuendorf
Fernneuendorf ist ein Wohnplatz von Sperenberg, einem Ortsteil der amtsfreien Gemeinde Am Mellensee im Landkreis Teltow-Fläming (Brandenburg). Bis zur Eingemeindung nach Sperenberg im Jahre 1974 war Fernneuendorf eine selbständige Gemeinde.

## Geographische Lage

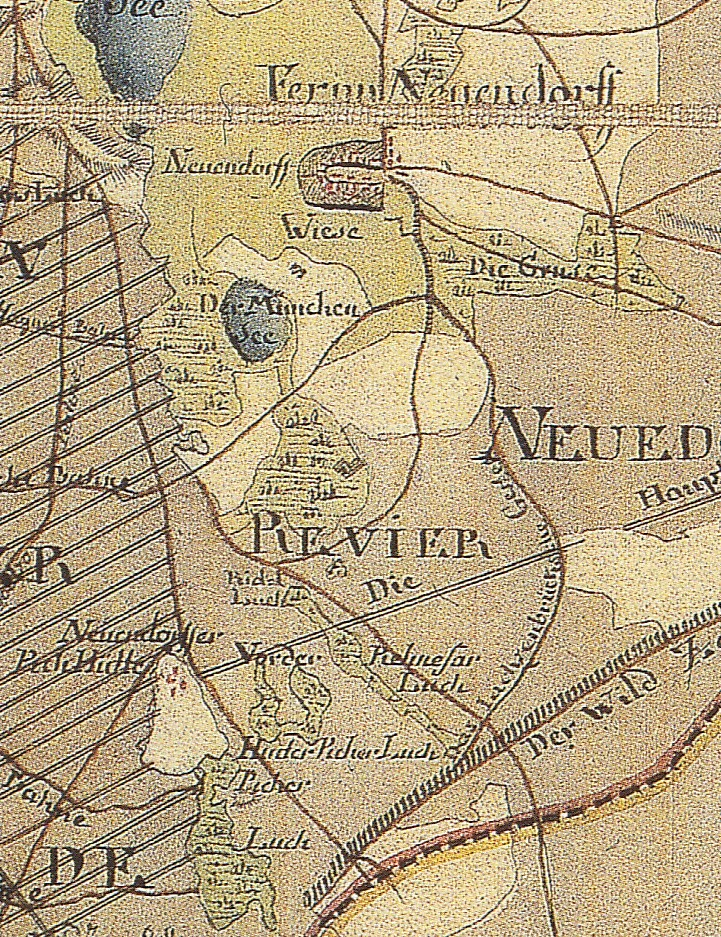
Fernneuendorf auf der Schmettau’schen Karte von 1767 bis 1787, südwestlich die „Neuendorffer Pech Hütte“

Fernneuendorf liegt etwa elf Kilometer südsüdwestlich von Zossen und etwa drei Kilometer südöstlich von Sperenberg im östlichen Teil des Gemeindegebietes von Am Mellensee. Nordwestlich des Ortes liegt der 73 ha große (Fern-)Neuendorfer See, südwestlich der kleine, nur etwa einen Hektar große Mönnigsee. Fernneuendorf grenzt im Norden an Sperenberg und Klausdorf (Ortsteil von Am Mellensee), im Osten an Wünsdorf und Lindenbrück, beide Orte Ortsteile von Zossen, im Süden an Horstwalde (Stadt Baruth/Mark) und im Südwesten an Kummersdorf-Gut, Ortsteil von Am Mellensee.

## Geschichte
Fernneuendorf wird 1476 erstmals als „Ferre Nuendorff“ urkundlich genannt. Es gehört damals zur Herrschaft Zossen, die 1490 an den brandenburgischen Kurfürsten Joachim verkauft wurde, und der die Herrschaft in das Amt Zossen umwandelte. Das Amt Zossen wurde zusammen mit der Vogtei Trebbin und der Herrschaft Wusterhausen-Teupitz als sog. Ämterkreis an den Kreis Teltow angeschlossen. Das Dorf war von 1476 bis 1496 auf Wiederkauf im Besitz der Familie v. Schlieben zu Baruth/Mark.
| Jahr | Einwohner nach dem Historischen Ortslexikon |
| ---- | ------------------------------------------- |
| 1583 | ca. 60 bis 75 (11 Bauern, 4 Kossäten)       |
| 1734 | 135                                         |
| 1772 | 116                                         |
| 1801 | 150                                         |
| 1817 | 90                                          |
| 1840 | 119                                         |
| 1858 | 262                                         |
| 1895 | 381                                         |
| 1925 | 441                                         |
| 1939 | 566                                         |
| 1946 | 627                                         |
| 1964 | 461                                         |
| 1971 | 431                                         |

Der Namenszusatz Fern- erhielt der Ort zur Unterscheidung von Nächst Neuendorf, da er von Zossen, dem Mittelpunkt der Herrschaft Zossen, weiter entfernt lag. 1768 wird das Dorf auch Schwarz Naundorf genannt, wegen der früher hier betriebenen Teerbrennerei. Nach der Dorfstruktur war der Ort ursprünglich ein Runddorf. Runddörfer oder Rundlinge werden heute in der Forschung als mittelalterliche Plansiedlungen interpretiert, die im 12./13. Jahrhundert im Durchdringungsbereich von deutschen und slawischen Siedler (unter deutscher Oberherrschaft) entstanden sind. Östlich des Dorfes liegt die Flur „Alt Neuendorf“ und bezeichnet vermutlich die alte Dorfstelle. Auf die Beteiligung slawischer Siedler an der (neuen) Dorfgründung weisen auch mehrere slawische Flurnamen auf der (früheren) Gemarkung Fernneuendorfs hin. So liegen dort die Wuckerstücke. Wucker/Wuckro wird von Schich als Ableitung von slaw. ogord = Garten gedeutet.
Nach dem Erbregister des Amtes Zossen von 1583 hatte das Dorf zwölf Hufen, die von elf Bauern bewirtschaftet wurden. Der Lehnschulze bebaute zwei Hufen, die übrigen Bauern je eine Hufe. Die einzelne Hufe maß knapp zehn Hektar. Im Dreißigjährigen Krieg wurde das Dorf total verwüstet. Noch 1652 waren erst fünf Bauerngüter wieder besetzt, die restlichen Hufen lagen noch wüst (= wurden nicht bewirtschaftet). Doch die Wiederansiedlung von Bauern ging zügig vonstatten, denn bereits 1655 waren alle Bauern- und Kossätengüter (elf Bauern, vier Kossäten) wieder besetzt. Im Jahre 1708 wird erstmals ein Teerbrenner in Fernneuendorf erwähnt, 1716 sind es zwei Teeröfen. 1735 gehörte zur Teerschwelerei Land zu fünf Scheffel Roggen-Aussaat, aber keine Wiese. In der Schmettauschen Karte von 1767 bis 1787 ist diese Lokalität südwestlich des Ortes als „Neuendorffer Pech Hütte“ verzeichnet. Im Urmesstischblatt Bl. Wünsdorf, das um 1841 entstanden ist, ist die Pechhütte aber nicht mehr eingetragen. 1745 wird erstmals ein Krug genannt, 1755 dann ein Schneider, der zugleich auch der Schulmeister des Ortes war. Erst 1858 werden neben einem Schneidermeister, mit einem Maurer und einem Grobschmied weitere Handwerker genannt.
1929 wurden Teile des Gutsbezirks Kummersdorfer Forst mit dem Forsthaus, Eisenbahnbeamtenhäuser, das Kommandaturgebäude am Schießplatz Kummersdorf und weitere Flächen, zusammen etwa 1201 ha in die Gemeinde Fernneuendorf eingemeindet. Auch das Etablissement Salzäcker, das zur Gemeinde Jachzenbrück (jetzt Lindenbrück) gehörte, wurde nach Fernneuendorf umgegliedert. Die Gemarkung umfasste 1931 2156 ha. 1932 gehörten zu Fernneuendorf neben dem Kernort die Wohnplätze Eisenbahndienstbeamtenhäuser, Kommandanturwohnung am Schießplatz Kummersdorf, Mönninghausen sowie die Forsthäuser Adlershorst, Neuendorf und Salzäcker. 1941 wird eine Mühle in Fernneuendorf erwähnt. Die Heeresarbeitersiedlung Kummersdorf-Schießplatz (heute Kummersdorf-Gut) gehörte ursprünglich zur Gemarkung Fernneuendorf. Mit deren Bau wurde am 24. Juni 1936 begonnen, ein erster Bauabschnitt der „Wohnkolonie Fernneuendorf“, wie die Siedlung damals noch genannt wurde, wurde bereits am 17. April 1937 fertiggestellt. Danach wurde zwar der weitere Ausbau geplant, aber nur wenige Gebäude wurden tatsächlich auch gebaut. Ein weiterer Ausbau erfolgte vermutlich erst nach 1945.
1945 wurden mit der Bodenreform 108 ha enteignet und davon 81 ha aufgeteilt. 1959 entstand die erste LPG Typ I mit vier Mitgliedern, die bereits 1960 an die LPG in Sperenberg angeschlossen wurde. 1960 erfolgte die Gründung einer weiteren LPG Typ I mit 21 Mitgliedern und 103 ha landwirtschaftlicher Nutzfläche, die 1973 ebenfalls an die LPG in Sperenberg angeschlossen wurde.

## Politische Geschichte
Fernneuendorf gehörte bis 1490 zur Herrschaft Zossen, die in diesem Jahr vom brandenburgischen Markgrafen Johann Cicero erworben wurde. Der Herrschaft wurde 1491 in das Amt Zossen umgewandelt, das bis 1972 bestand. Um 1600 wurde das Amt Zossen an den Beritt Teltow, später Kreis Teltow angegliedert. Es bildet zusammen mit der Herrschaft Wusterhausen-Teupitz und der Vogtei Trebbin den Ämterkreis innerhalb des Kreises Teltow (zur Unterscheidung vom Altkreis, der auch Hoher Teltow genannt wurde). In der Kreisreform von 1952 wurde der alte Kreis Teltow zerschlagen und in die Kreise Zossen und Königs Wusterhausen aufgeteilt. 1974 wurde Fernneuendorf nach Sperenberg eingemeindet. Mit der Kommunalverfassung 1992 wurde das Amt Am Mellensee gebildet, dem auch Sperenberg mit seinem Ortsteil Fernneuendorf zugeordnet wurde. In der Kreisreform von 1993 wurden die drei Kreise Zossen, Luckenwalde und Jüterbog zum Landkreis Teltow-Fläming vereinigt. Mit der Bildung der Gemeinde Am Mellensee 2003 wurde das Amt Am Mellensee aufgelöst, Fernneuendorf erhielt in der neuen Gemeindeverfassung lediglich den Status eines Gemeindeteils.

## Denkmale und Sehenswürdigkeiten

### Baudenkmale
Siehe: Liste der Baudenkmale in Am Mellensee#Fernneuendorf

### Naturdenkmale
Die Denkmalliste verzeichnet eine Eiche, 0,2 km SW des Friedhofs wegen ihrer Ausbildungsform und ihrer das Landschaftsbild prägenden Schönheit als Naturdenkmal. Des Weiteren ist ein Quellgebiet mit anschließendem natürlichen Bachlauf beim Forsthaus Adlershorst wegen seiner erdgeschichtlichen und naturgeschichtlichen Bedeutung in die Denkmalliste aufgenommen.

### Bodendenkmale
Die Denkmalliste verzeichnet 13 Bodendenkmale, z. T. auch auf der Gemarkung Sperenberg liegend, die von der Steinzeit bis in die Neuzeit reichen.
- Dorfkern; Neuzeit und Mittelalter
- Pechhütte; deutsches Mittelalter
- Hügelgräberfeld, Bronzezeit
- Landwehr; Neuzeit und deutsches Mittelalter
- Hügelgräberfeld Bronzezeit
- Hügelgräberfeld Bronzezeit
- Pechhütte deutsches Mittelalter
- Siedlung römische Kaiserzeit, Siedlung Eisenzeit, Siedlung Urgeschichte
- Siedlung Ur- und Frühgeschichte, deutsches Mittelalter
- Siedlung deutsches Mittelalter
- Rast- und Werkplatz Steinzeit, Pechhütte deutsches Mittelalter
- Gräberfeld Ur- und Frühgeschichte, Rast- und Werkplatz Steinzeit, Siedlung römische Kaiserzeit, Siedlung Urgeschichte
- Siedlung römische Kaiserzeit

Bekannt in der archäologisch-numismatischen Literatur ist ein Hortfund von 40 römischen Münzen auf der Gemarkung Fernneuendorf, die zeitlich von Kaiser Domitian bis Julia Domna (81–211/217 n. Chr.) einzuordnen sind.

### Mönnigsee und Naturschutzgebiet Mönnigsee
Im Südwesten der Gemarkung Fernneuendorf liegt der nur einen Hektar große Mönnigsee im Zentrum des kleinen 36 ha Naturschutzgebietes Mönnigsee. Westlich des Mönnigsees liegt das Hofgut Mönninghausen.